# Johan Björnström
Johan Robert Victor Björnström, född den 6 januari 1865 i Stockholm, död där den 17 november 1931, var en svensk ämbetsman. Han var son till Victor Björnström.
Björnström blev student vid Uppsala universitet 1883 och avlade hovrättsexamen 1890. Han blev extra ordinarie notarie i Svea hovrätt sistnämnda år och vice häradshövding 1893. Björnström var vice auditör i Första Svea artilleriregemente 1894–1902 och ordinarie auditör vid regementet 1902–1904. Han blev amanuens i Civildepartementet 1894 och var tillförordnad kanslisekreterare där 1902–1905 samt ordinarie kanslisekreterare 1905–1909. Björnström blev ombudsman i Väg- och vattenbyggnadsstyrelsen 1900, kansliråd i Kunglig Majestäts kansli och föredragande i Civildepartementet 1908, föredragande i Regeringsrätten 1909, kansliråd och byråchef i Civildepartementet samma år och i Socialdepartementet 1920. Han övergick till indragningsstat 1926 och tilldelades expeditionschefs namn samma år. Björnström blev riddare av Nordstjärneorden 1912 och kommendör av andra klassen av samma orden 1925. Han vilar på Djursholms begravningsplats.